# 44. deželnostrelska divizija (Avstro-Ogrska)
44. deželnostrelska divizija (izvirno nemško 44. Landwehr/Schützen-Division) je bila pehotna divizija avstro-ogrskega domobranstva, ki je bila aktivna med prvo svetovno vojno.

## Zgodovina
Divizija je bila že leta 1914 nastanjena na soški fronti. Med osmo soško ofenzivo je divizija obranila svoje položaje na odseku med Šempetrom in Šobrom (Monte Sciober Grande). Med deveto soško ofenzivo je divizija izgubila 70% moštva.
Aprila 1917 je bila divizija preimenovana iz 44. Landwehr-Division (44. domobranska divizija) v 44. Landschützen-Division (44. deželnostrelska divizija).

## Organizacija
Maj 1941
- 51. domobranska pehotna brigada
- 52. domobranska pehotna brigada
- 44. domobranski poljskohavbični divizion
- 44. domobranski poljskotopniški divizion

## Poveljstvo
Poveljniki 
- Heinrich Tschurtschenthaler von Helmheim: avgust 1914 - marec 1915
- Ludwig Goiginger: marec - maj 1915
- Josef Nemeczek: maj 1915 - oktober 1916
- Wenzel Schönauer: oktober 1916 - november 1918